# Вибори до Волинської обласної ради 2020
Місцеві вибори у Волинській області 2020 — це вибори депутатів Волинської обласної ради, семи районних рад, Луцької міської ради та вибори Луцького міського голови, що відбулися 25 жовтня 2020 року в рамках проведення місцевих виборів у всій країні.

## Вибори мера

### Луцьк

#### I тур
| Кандидат                           | %       | Голосів |
| ---------------------------------- | ------- | ------- |
| 1. Ігор Поліщук («За майбутнє»)    | 32,47 % | 18 934  |
| 2. Богдан Шиба                     | 13,14 % | 7 662   |
| 3. Юрій Моклиця («ЄС»)             | 12,74 % | 7 429   |
| 4. Алла Надточій («Свідомі»)       | 10,21 % | 5 957   |
| 5. Роман Бондарук («Слуга народу») | 8,11 %  | 4 732   |

#### II тур
| Кандидат                        | %       | Голосів |
| ------------------------------- | ------- | ------- |
| 1. Ігор Поліщук («За майбутнє») | 54,60 % | 24 355  |
| 2. Богдан Шиба                  | 42,80 % | 19 093  |

Перемогу у другому турі виборів здобув Ігор Поліщук, отримавши на 5 тисяч голосів більше за свого опонента.

### Ковель
| Кандидат                      | %       | Голосів |
| ----------------------------- | ------- | ------- |
| 1. Ігор Чайка («За майбутнє») | 16,59 % | 3 019   |
| 2. Олег Уніга                 | 16,13 % | 2 935   |
| 3. Анатолій Корець            | 12,1 %  | 2 203   |

### Нововолинськ
| Кандидат                         | %       | Голосів |
| -------------------------------- | ------- | ------- |
| 1. Борис Карпус («За майбутнє»)  | 38,74 % | 5 292   |
| 2. Віктор Сапожніков             | 28,44 % | 3 885   |
| 3. Андрій Бадзюнь (ВО «Свобода») | 18,53 % | 2 531   |

### Володимр
| Кандидат                         | %       | Голосів |
| -------------------------------- | ------- | ------- |
| 1. Ігор Пальонка («За майбутнє») | 32,47 % | 18 934  |
| 2. Максим Клим'юк                | 13,14 % | 7 662   |
| 3.Петро Саганюк                  | 12,74 % | 7 429   |
| 4.Микола Юнак («Слуга народу»)   | 10,21 % | 5 957   |
| 5. Олексій Панасюк («Самопоміч») | 8,11 %  | 4 732   |

## Вибори до обласної ради
| Місце | Партія                   | % голосів | Кількість голосів | Усього місць |
| ----- | ------------------------ | --------- | ----------------- | ------------ |
| 1     | За Майбутнє              | 31,28 %   | 98 883            | 22 / 64      |
| 2     | Європейська Солідарність | 12,58 %   | 39 753            | 9 / 64       |
| 3     | ВО «Батьківщина»         | 11,63 %   | 36 767            | 9 / 64       |
| 4     | Слуга народу             | 9,75 %    | 30 818            | 8 / 64       |
| 5     | ВО «Свобода»             | 8,59 %    | 27 164            | 7 / 64       |
| 6     | Аграрна партія України   | 6,25 %    | 19 762            | 5 / 64       |
| 7     | Сила і честь             | 5,16 %    | 16 310            | 4 / 64       |